# Ropień płuca
Ropień płuc (łac. abscessus pulmonis) – choroba układu oddechowego, obecnie rzadko występująca. Przyczynami powstania ropnia mogą być zejście zapalenia płuc, zaaspirowane ciało obce lub rak płuca.

## Pochodzenie
Przed erą antybiotyków najczęstszą przyczyną ropnia płuc były ropnie popneumiczne po klasycznych odmianach zapalenia płuc. Ropień płuca występuje dość często przy obecności ciała obcego w oskrzelach. Może się to zdarzyć u osób z zaburzonym odruchem połykania, a także u małych dzieci (u których zaaspirowanie ciała obcego jest dość częstym zdarzeniem).
Bardzo rzadką przyczyną powstania ropnia płuca jest zejście zawału płuca.
Obecnie tylko gronkowcowe lub klebsiellowe zapalenie płuc może być realną przyczyną ropnia płuc jako postaci zejściowej zapalenia płuc, tzw. ropnia popneumicznego. 

## Przewlekły ropień płuc
Ropień utrzymujący się dłużej niż 6 tygodni można nazwać przewlekłym.

## Objawy
Typowymi objawami ropnia są: kaszel z wykrztuszaniem dużej ilości ropnej plwociny, nawracająca gorączka, dreszcze. Odgłos opukowy nad ropniem będzie bębenkowy. Słyszalne są również rzężenia drobnobańkowe i szmer oskrzelowy.
W badaniach dodatkowych rejestruje się wzrost OB i leukocytozę. W badaniu plwociny można stwierdzić strzępki tkanki płucnej. 
Badanie RTG wykazuje charakterystyczny obraz jamy z poziomem płynu.
Choć te badania zwykle wystarczają do rozpoznania ropnia płuca, zawsze wykonuje się bronchoskopię. Wymaga tego późniejsze różnicowanie, a czasami może się okazać ważnym elementem leczenia, jeżeli w oskrzelu znajduje się ciało obce.

## Leczenie
Przy zmianie ostrej stosowane są: drenaż ułożeniowy, antybiotykoterapia ogólna i miejscowa drogą wlewów dooskrzelowych.
Przewlekły ropień jest zmianą o grubej ścianie, przez którą antybiotyki nie będą dobrze przenikać. Stosuje się w miarę możliwości leczenie chirurgiczne. Jeżeli operacja jest przeciwwskazana, możliwe jest wprowadzenie antybiotyku bezpośrednio do jamy ropnia przez nakłucie klatki piersiowej.
Wskazania do leczenia chirurgicznego:
- brak poprawy i wchłonięcia się ropnia, mimo odpowiedniej antybiotykoterapii
- krwotok
- podejrzenie/ wykluczenie raka płuca
- ropień o dużych rozmiarach (> 6cm średnicy)
- pęknięcie ropnia i powstanie ropniaka opłucnej

## Rokowanie
Rokowanie jest zależne od pierwszych 6 tygodni leczenia. Jeżeli po tym czasie zmiany nie wykażą tendencji do cofania się, rokowanie jest poważne.
Ropień płuca może być przyczyną groźnego dla życia krwotoku.
Przewlekły ropień może dawać przerzuty jako źródło dalszego zakażenia, może również być przyczyną wtórnej skrobiawicy.

## Klasyfikacja ICD10
| kod ICD10     | nazwa choroby                   |
| ------------- | ------------------------------- |
| ICD-10: J85   | Ropień płuca i śródpiersia      |
| ICD-10: J85.0 | Zgorzel lub martwica płuca      |
| ICD-10: J85.1 | Ropień płuca z zapaleniem płuc  |
| ICD-10: J85.2 | Ropień płuca bez zapalenia płuc |
| ICD-10: J85.3 | Ropień śródpiersia              |